# Boys for Pele
Boys for Pele ist das dritte Soloalbum von Tori Amos. Es wurde allein von ihr produziert und erschien 1996 bei Atlantic Records (innerhalb USA) und WEA International (außerhalb USA). Mit Pele ist die hawaiische Feuer- und Vulkan-Göttin gemeint.

## Produktion
Die Beziehung von Amos und Eric Rosse, u. a. auch Mitproduzent vorheriger Alben von Amos, endete nach siebeneinhalb Jahren zum Ende der Tour zum Vorgängeralbum Under the Pink. Amos sagte, dass sie während der Tour während der Soundchecks, im Badezimmer und mitten in der Show Songs geschrieben habe, von denen viele von dieser Trennung handeln würden.
Im Laufe dieser Tour erreichte Amos einen Tiefpunkt und flog für fünf Tage nach Hawaii.
Eine Medizinfrau sagte ihr dort, dass es nicht um frühere Freunde gehen würde, sondern um Amos und ihre Bedürfnisse und warum Amos glaube, dass sie etwas von ihnen brauchen würde.
Amos war fasziniert von der weiblichen Kraft der hawaiischen Feuer- und Vulkangöttin Pele, die sowohl Schöpferin als auch Zerstörerin ist. Sie mochte auch die Vorstellung, dass Jungen von Pele verschlungen werden, ein Thema, das sie aufgriff. Es wurde ihr klar, dass sie eine Seite in sich hat, die sie bisher versteckt hatte. Durch die Lieder, die „zu ihr kamen“, lernte sie diese Seite kennen.
Zutiefst betrübt über das Scheitern ihrer Beziehung, fand Amos den Ort, der den Kummer aufnehmen und dann umwandeln konnte, in einer Kirche in Delgany, Grafschaft Wicklow. Dort begannen im Juni 1995 die Aufnahmen für Boys for Pele.
Amos wollte ein Gefühl von Weite beim Klang haben; das Ambiente der Kirche war wie ein weiteres Instrument, es wurde nur sehr wenig elektronischer Hall verwendet. Klavier und Cembalo wurden nebeneinander in der Kirche aufgestellt; die Mikrofone wurden um die Instrumente herum platziert. Der Tontechniker hatte die Idee, statt die Instrumente zuzudecken, um die Akustik zu verbessern, Amos zuzudecken und in eine Box zu stecken. Nur ihre Arme ragten heraus und ihre normalen Körperbewegungen wurden nicht von den Mikrofonen erfasst.
Das Album enthielt nur bei sechs der 17 Songs aufgesetzte Rhythmustracks.
Weitere Aufnahmen entstanden in einem Haus in der Grafschaft Cork, Irland, und der Abschluss fand in Studios in Louisiana statt.
Die Aufnahmen dauerten etwa vier Monate. Die Plattenfirma nahm lediglich Einfluss auf das Abmischen. Erstmalig übernahm Amos die Rolle des Produzenten vollständig selbst, nachdem sie von Peter Gabriel dazu ermutigt worden war.
Der vielleicht gewagteste Schritt von Amos ist die Verwendung von Clavichord, Harmonium und vor allem des Cembalos. Da letzteres kein Sustain hat, unterscheidet es sich sehr vom Klavier, und Amos spielt es eher wie ein perkussives Instrument. Sie hatte von der Cembalo-Tagung in Brügge gehört und sprach dort ausführlich mit einer von Cembali besessenen Person. Nachdem sie sich mit dem Thema beschäftigt hatte, wurde das Cembalo das Herzstück des Albums. Für Amos steht das Cembalo für eine Zeit, die Geheimnisse birgt. Das Lied Talula wurde auf dem Cembalo geschrieben.
Neben dem eher aggressiven Klang des Cembalos ist im anderen Extrem die Wärme der Black Dyke Mills Brass Band aus Yorkshire, England, zu hören. Das Konzept, die zarten Arrangements auf Blechblasinstrumenten von starken Männern spielen zu lassen, gefiel Amos. Sie sagte, sie sei an nichts interessiert gewesen, was sie nicht herausgefordert habe; sie habe verschiedene Instrumente eingebracht, um auszudrücken, dass sie verschiedene Teile von ihr selbst entdeckt habe.
Insgesamt waren mehr als 70 Musiker an den Aufnahmen beteiligt, darunter auch ein Gospelchor.
Amos versuchte, die Themen des Albums durch ein recht kontroverses Artwork noch weiter zu vertiefen: Das Cover zeigt sie schmutzig, in einem Schaukelstuhl sitzend, mit einem Gewehr auf dem Schoß, einer Schlange zu ihren Füßen und einem toten Hahn, der neben ihr aufgehängt ist. Im Booklet wirkt sie befreit, nachdem sie ihr Klavier in Brand gesetzt hat, und mütterlich, während sie ein Ferkel säugt.
Mit diesem Bild verweist Amos auf die Überschneidungen von Geschlecht, Sexualität und Religion.
Die erste weltweite Single, Caught A Lite Sneeze, wurde am 11. Dezember 1996 auf der World-Wide-Web-Site von Atlantic Records veröffentlicht. Dies war eines der ersten Male, dass Internet-Browser einen kompletten Audio-Track eines Major-Label-Künstlers vor seiner Veröffentlichung abspielen konnten.
Das einzige Werbemittel, das bei Amos’ bisherigen Alben weitgehend fehlte, war das Radio. Mit diesem Album änderte sich das in England und den USA.
Von Februar bis November 1996 war Amos in Begleitung von Steve Caton (Gitarre) mit Boys for Pele unter dem Titel Dew Drop Inn Tour auf ausgedehnter Welttour mit 278 Konzerten, manchmal auch zwei an einem Tag.

## Rezeptionen
Das Album erhielt gemischte Kritiken, wurde aber Amos’ bis dahin erfolgreichstes Album, das in den USA und in Großbritannien auf Platz zwei der Charts landete. Armand Van Heldens It’s Got To Be Big Remix von Professional Widow wurde eine Nummer-eins-Hitsingle in Großbritannien.
Robert Christgau stufte das Album als „Blindgänger“ ein. Die Zeitschrift SPIN dagegen widmete Amos im März 1996 die Titelgeschichte des Monats.
Evelyn McDonnell schrieb in der Zeitschrift Rolling Stone, dass Amos eindeutig begabt sei, das Cembalo das Mittelalterliche in ihr zum Vorschein bringe, aber Boys for Pele manchmal wie Hildegard von Bingen trifft Elton John klingen würde.
Pete Paphides meinte im Magazin Time Out zu Hey Jupiter, der Song verleihe der Sinnlosigkeit sterbender Liebe eine Klarheit, die Größen wie Kristin Hershs Hips And Makers und Part Company von den Go-Betweens würdig und der Inbegriff von Tori Amos sei.
Susan Irvine schrieb im Magazin Dazed and Confused, dass Amos’ bisherige Alben wie Selbsthilfebücher auf CD gewesen seien, Boys for Pele aber anders sei, da Amos nicht mehr nur eine Kummerkastentante sei, sondern ein paar Reißzähne entwickelt und ein wenig Strychnin in die Tränen gestreut habe.
Im Jahr 2016 meinte Michael Tedder im Musikblog Stereogum, das Album sei viel zu lang, oft sehr ausschweifend und darauf ausgelegt, den Hörer mit seiner Virtuosität zu blenden – und das sei es natürlich auch, was es großartig mache.
Im Jahr 2021 schrieb Alex Macpherson in der Zeitschrift CRACK, Boys for Pele sei nichts Geringeres als eine umfassende Abrechnung mit der patriarchalischen Unterdrückung, die direkt auf die Quellen ihrer Macht abziele – Religion, Geschichte, Politik, Gemeinschaft – und sich in einer Musik manifestiere, die sowohl die spärlichste als auch die konfrontativste in Amos’ Karriere sei.

## Die Sicht von Tori Amos
In einem Interview im Jahr 2020 sagte Amos zu Boys for Pele, dass sie eine Art Cembalo-Punk-Platte sei und schwer anzuhören; sie habe gegen das gekämpft, was sie damals für den Boys’ Club in der Musikindustrie hielt, gegen das Patriarchat und gegen die Kontrolle durch ihren Vater. Es sei aber keine Rache-Platte, sondern eine Platte zum Loslassen.
Amos’ Beziehung zu Rosse sei daran gescheitert, dass er sie nicht als schöpferische Kraft und zugleich als liebende Frau akzeptieren konnte.

## Titelliste
1. Beauty Queen/Horses – 6:07
2. Blood Roses – 3:56
3. Father Lucifer – 3:42
4. Professional Widow – 4:31
5. Mr Zebra – 1:07
6. Marianne – 4:09
7. Caught a Lite Sneeze – 4:26
8. Muhammad My Friend – 3:49
9. Hey Jupiter – 5:11
10. Way Down – 1:13
11. Little Amsterdam – 4:30
12. Talula – 4:08
13. Not the Red Baron – 3:50
14. Agent Orange – 1:25
15. Doughnut Song – 4:20
16. In the Springtime of His Voodoo – 5:33
17. Putting the Damage On – 5:15
18. Twinkle – 3:11